# Tiszewica
Tiszewica (bułg. Тишевица) – wieś w Bułgarii, w obwodzie Wraca, w gminie Wraca. W 2024 roku liczyła 496 mieszkańców.